# 城关镇 (灵宝市)
城关镇，是中华人民共和国河南省三門峽市灵宝市下辖的一个乡镇级行政单位。

## 行政区划
城关镇下辖以下地区：
五龙村、南田村、北田村和牛庄村。